# Livia De Stefani
Livia De Stefani (Palermo, 23 giugno 1913 – Roma, 28 marzo 1991) è stata una scrittrice italiana.

## Biografia
Discendente da un'antica famiglia palermitana di ricchi proprietari terrieri, trascorre l'infanzia e l'adolescenza negli agi di un ambiente familiare ben lontano dall'incoraggiare quello che sarà il suo puntiglioso impegno letterario. «Di ogni cosa la futura scrittrice trattiene in sé, con il nucleo sostanziale, anche infiniti minimi dettagli, sino a mettere insieme un patrimonio esistenziale che prenderà corpo in quella rutilante galleria di persone e fatti presenti in ogni romanzo e racconto. Dell'ambiente familiare (...) le resta soprattutto (...) una marcatura satirica o addirittura grottesca, non di rado sconfinante in una sorta di sottile crudeltà».
L'11 settembre 1930, appena diciassettenne, si sposa e si trasferisce a Roma, dove conduce una vita coniugale tranquilla e arricchita dalla nascita di tre bambini. Il marito è lo scultore Renato Signorini e non la ostacola nelle sue aspirazioni letterarie. A incoraggiarla sulla via della scrittura è però soprattutto Alberto Savinio. Dopo una prova poetica poco convincente (la raccolta Preludio, 1940, resterà infatti isolata), all'età di quarant'anni esplode la vena narrativa di Livia De Stefani con quello che resterà il suo romanzo più famoso: La vigna di uve nere, 1953. Seguiranno, come altrettante espressioni o sfaccettature della sua profonda, variegata e critica "sicilianità", prima la raccolta di racconti Gli affatturati (1955), poi gli altri due romanzi Passione di Rosa (1958) e Viaggio di una sconosciuta (1963).
Il 30 dicembre del 1966, d'improvviso muore di leucemia il marito Renato Signorini.  La produzione narrativa di Livia De Stefani prosegue con gli ultimi due romanzi La signora di Cariddi (1971) e La stella Assenzio (1975). Nel febbraio 1991, un mese prima della morte della scrittrice, Mondadori pubblica il suo ultimo libro, La mafia alle mie spalle, storia della convivenza tra il capo di un'organizzazione criminale e la persona dell'io narrante, un'opera che ad alcuni critici ricorda Henry James.

## Poetica
La Sicilia, anzi la "sicilianità", quella assorbita negli anni decisivi della formazione, nei suoi romanzi è una presenza costante, una componente essenziale, piuttosto che occasione per spunti narrativi. La stessa autrice ha tenuto a dichiararlo, volendo con ciò implicitamente rimarcare la propria autonomia rispetto ai modelli neorealistici del suo tempo.
Quale che sia la loro estrazione sociale - aristocrazia, alta borghesia, mondo contadino - sempre, su ciascuno dei protagonisti, incombe un tragico destino. Perfino quando, con brusco mutamento di registro, la De Stefani cerca di alleggerire il tessuto narrativo affidandosi all'ironia (come appare di tutta evidenza nei tre racconti de Gli affatturati, ma anche nei lavori successivi), ecco che la tensione drammatica si risolve in un ghigno, più che in un sorriso.
Nella continua ricerca di linguaggio, che prosegue anche nelle ultime opere, trova posto tra l'altro l'impegno introspettivo. Nel caso del romanzo La signora di Cariddi, l'approfondimento psicologico si avvale della narrazione in prima persona. La protagonista, infatti, consegna al proprio avvocato un'ampia «confessione» con la quale, tra inquietudine e narcisismo, manifesta e mette a nudo la propria coscienza.
Con l'ultimo libro, La mafia alle mie spalle, pubblicato nello stesso anno della sua morte, riappare il tema scottante già affrontato in chiave diversa nel primo romanzo La vigna delle uve nere. Qui l'autrice cerca di spiegare il fenomeno criminale nel quadro di un mondo patriarcale feroce e non ancora estinto: «violento, chiuso, autoritario e protettivo, con il culto del proprio potere e della sottomissione degli altri». Una condanna netta e coraggiosa, che sembra congeniale alla personalità di questa scrittrice.

## Opere
- Preludio (poesie), Palermo, Ciuni, 1940.
- La vigna di uve nere, Milano, Mondadori, 1953. ISBN 8876381376
- Gli affatturati (racconti), Milano, Mondadori, 1955. ISBN 8869931323
- Passione di Rosa, Milano, Mondadori, 1958.
- Viaggio di una sconosciuta, Milano, Mondadori, 1963.
- La signora di Cariddi, Milano, Rizzoli, 1971.
- La stella Assenzio, Milano, Rizzoli, 1975.
- La mafia alle mie spalle, Milano, Mondadori, 1991.
- Viaggio di una sconosciuta ISBN 8899729182, Roma, Cliquot, 2018.